# Autoportrait (Reynolds)
Pour les articles homonymes, voir Autoportrait (homonymie).
Autoportrait est un tableau réalisé par le peintre britannique Joshua Reynolds vers 1780. De format vertical, cette huile sur panneau est un autoportrait dans lequel il se représente à mi-corps, vêtu de rouge devant un fond neutre. Aperçu par son profil droit, il repose sa main gauche, dans laquelle il tient, enroulée, une feuille de papier, sur le socle d'un buste de Michel-Ange par Daniele da Volterra. Don de l'artiste à cette institution qu'il a fondée, et dont il a été le premier président, l'œuvre est conservée à la Royal Academy of Arts, à Londres.